# Перепис населення СРСР (1989)

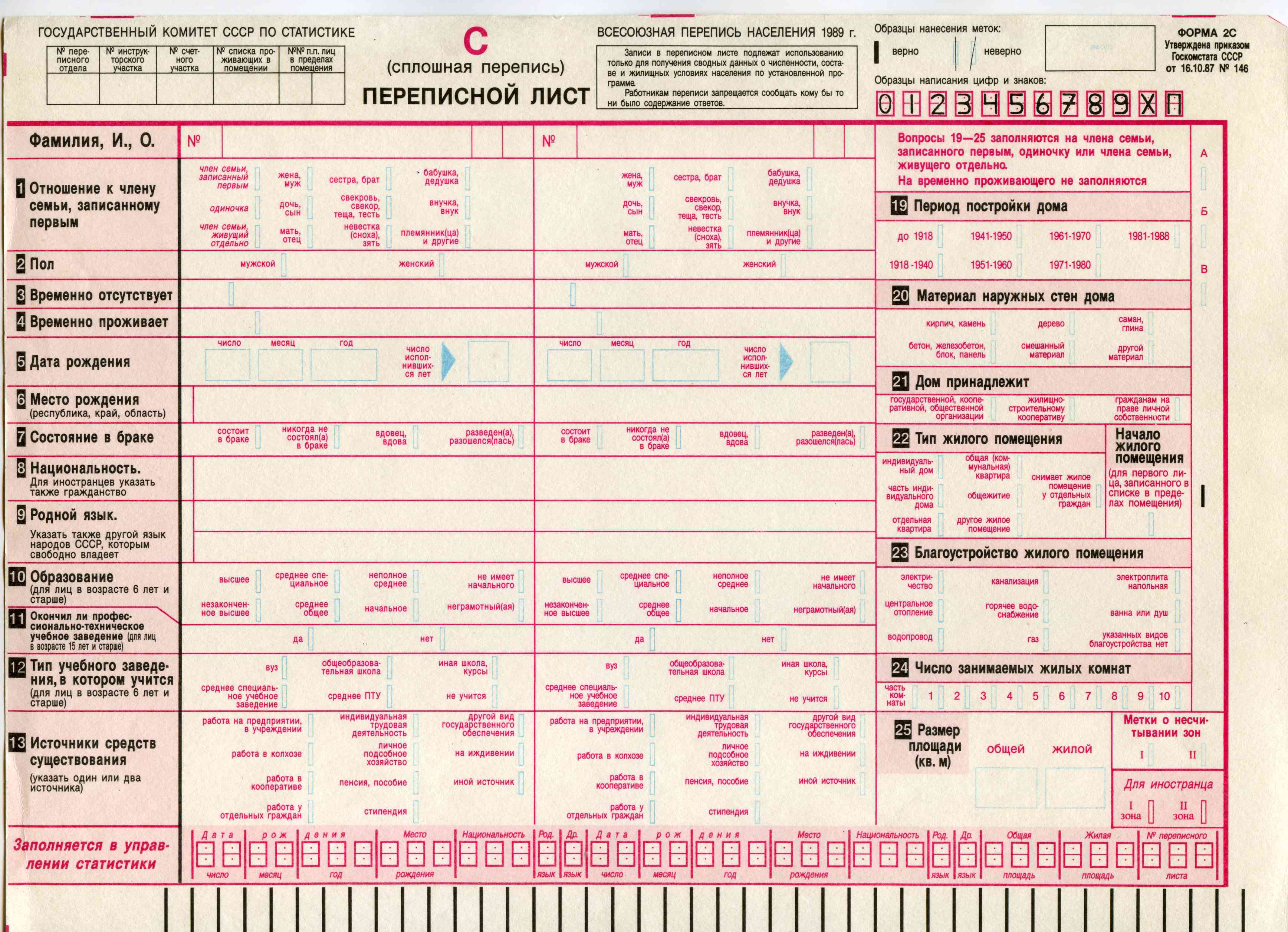
Переписний лист Всесоюзного перепису населення 1989 року

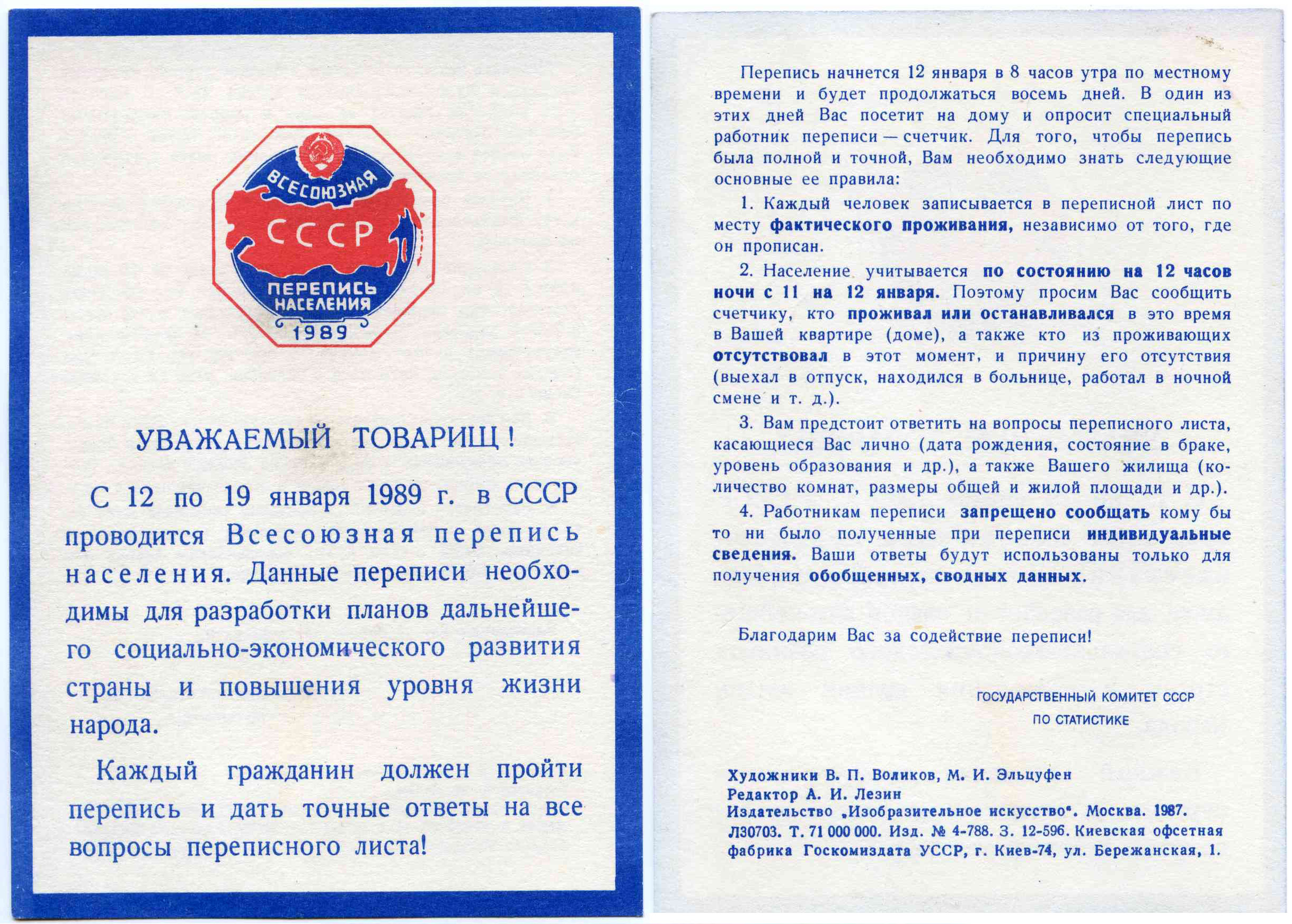
Інформаційний лист про Всесоюзний перепис населення 1989 року

Пере́пис насе́лення СРСР 1989 ро́ку був останнім переписом населення всього Радянського Союзу.

## Проведення
Перепис проводився протягом 8 днів, з 12 по 19 січня 1989 року, шляхом опитування за місцем фактичного проживання громадян. Опитування і запис відповідей в переписні листи здійснювали спеціально підготовлені працівники-лічильники, залучені з підприємств, установ, організацій. Відомості записувалися зі слів опитуваних без потреби у наданні документів, що підтверджують правильність відповідей.
Через 3 місяці після закінчення перепису — в квітні 1989 року — були опубліковані попередні підсумки про чисельність і розміщення населення в окремих регіонах країни. На початку 1990 року на основі автоматизованої обробки переписних листів отримані остаточні підсумки про чисельність і віковий склад населення, стан у шлюбі, кількості і розміри сімей, рівні освіти, національності та мови, джерела засобів існування.

## Результати перепису
Згідно з переписом, чисельність наявного населення на 12 січня 1989 року становила 286,7 млн осіб. За 10 років, що минули після перепису 1979 року, вона збільшилась на 24,3 млн осіб, або на 9 %.
|               | Чисельність, млн. осіб | Чисельність, млн. осіб | Чисельність, млн. осіб | Чисельність, млн. осіб | Середньорічні темпи приросту, % | Середньорічні темпи приросту, % | Середньорічні темпи приросту, % |
|               | 1959 р.                | 1970 р.                | 1979 р.                | 1989 р.                | 1959-69                         | 1970-78                         | 1979-89                         |
| ------------- | ---------------------- | ---------------------- | ---------------------- | ---------------------- | ------------------------------- | ------------------------------- | ------------------------------- |
| Все населення | 208,8                  | 241,7                  | 262,4                  | 286,7                  | 1,3                             | 0,9                             | 0,9                             |
| Міське        | 100,0                  | 136,0                  | 163,6                  | 188,8                  | 2,8                             | 2,1                             | 1,4                             |
| Сільське      | 108,8                  | 105,7                  | 98,8                   | 97,9                   | -0,3                            | -0,7                            | -0,1                            |

Переписом встановлено 73,1 млн сімей, що на 6,8 млн. (на 10 %) більше, ніж було в 1979 році. Найбільший приріст кількості сімей був у республіках Середньої Азії і Азербайджанської РСР (22—29 %), а також у Казахській РСР (16 %) і Молдавській РСР (12 %). Середній розмір сім'ї загалом у СРСР становив 3,5 осіб, у міських населених пунктах — 3,3 осіб, у сільській місцевості — 3,8 осіб. Середня розмір сім'ї коливається від 6,1 особи в Таджицькій РСР до 3,1 особи в Латвійській РСР і Естонській РСР, що зумовлено в основному кількістю дітей в сім'ї.
У сім'ях в 1989 році проживало 255,8 млн осіб (89 % всього населення країни). Крім того, 13 млн. (5 %) членів сімей жили окремо від сім'ї, але були пов'язані з нею спільним бюджетом. Не мали сім'ї або втратили матеріальний зв'язок з нею 16,4 млн осіб (6 %). Питома вага членів сім'ї, які проживають окремо від сім'ї, і одинаків незначна в республіках Середньої Азії, Грузинській РСР і Азербайджанській РСР, де вона становила 4-6 %. Вагомішою вона була в РРФСР, УРСР, БРСР, Балтійських республіках (11-15 %).

## Чисельність населення союзних республік
|                     | Тис. осіб | Тис. осіб | 1989 р. в   | % міського населення | % міського населення |
|                     | 1979 р.   | 1989 р.   | % к 1979 р. | 1979 р.              | 1989 р.              |
| ------------------- | --------- | --------- | ----------- | -------------------- | -------------------- |
| СРСР                | 262436    | 286731    | 109         | 62                   | 66                   |
| РРФСР               | 137551    | 147400    | 107         | 69                   | 74                   |
| Українська РСР      | 49755     | 51707     | 104         | 61                   | 67                   |
| Білоруська РСР      | 9560      | 10200     | 107         | 55                   | 65                   |
| Узбецька РСР        | 15391     | 19905     | 129         | 41                   | 41                   |
| Казахська РСР       | 14684     | 16536     | 113         | 54                   | 57                   |
| Грузинська РСР      | 5015      | 5443      | 109         | 52                   | 56                   |
| Азербайджанська РСР | 6028      | 7038      | 117         | 53                   | 54                   |
| Литовська РСР       | 3398      | 3690      | 109         | 61                   | 68                   |
| Молдавська РСР      | 3947      | 4338      | 110         | 39                   | 47                   |
| Латвійська РСР      | 2521      | 2680      | 106         | 68                   | 71                   |
| Киргизька РСР       | 3529      | 4290      | 122         | 39                   | 38                   |
| Таджицька РСР       | 3801      | 5109      | 134         | 35                   | 33                   |
| Вірменська РСР      | 3031      | 3288      | 108         | 66                   | 68                   |
| Туркменська РСР     | 2759      | 3534      | 128         | 48                   | 45                   |
| Естонська РСР       | 1466      | 1573      | 107         | 70                   | 72                   |

## Національний склад населення
У підсумковому переліку представлені всі так звані «титульні національності» союзних, автономних республік, автономних областей і округів, а також німці та поляки.
|                     | 1979 р., тис. осіб. | 1989 р., тис. осіб. | 1989 р. в % до 1979 р. |
| ------------------- | ------------------- | ------------------- | ---------------------- |
| Все населення       | 262 085             | 285 743             | 109                    |
| Росіяни             | 137 397             | 145 155             | 106                    |
| Українці            | 42 347              | 44 186              | 104                    |
| Узбеки              | 12 456              | 16 698              | 134                    |
| Білоруси            | 9463                | 10 036              | 106                    |
| Казахи              | 6556                | 8136                | 124                    |
| Азербайджанці       | 5477                | 6770                | 124                    |
| Татари              | 6185                | 6649                | 107                    |
| Вірмени             | 4151                | 4623                | 111                    |
| Таджики             | 2898                | 4215                | 145                    |
| Грузини             | 3571                | 3981                | 111                    |
| Молдовани           | 2968                | 3352                | 113                    |
| Литовці             | 2851                | 3067                | 108                    |
| Туркмени            | 2028                | 2729                | 135                    |
| Киргизи             | 1906                | 2529                | 133                    |
| Німці               | 1936                | 2039                | 105                    |
| Чуваші              | 1751                | 1842                | 105                    |
| Латиші              | 1439                | 1459                | 101                    |
| Башкири             | 1371                | 1449                | 106                    |
| Євреї               | 1762                | 1378                | 76                     |
| Мордва              | 1192                | 1154                | 97                     |
| Поляки              | 1151                | 1126                | 98                     |
| Естонці             | 1020                | 1027                | 101                    |
| Чеченці             | 756                 | 957                 | 127                    |
| Удмурти             | 714                 | 747                 | 105                    |
| Марійці             | 622                 | 671                 | 108                    |
| Аварці              | 483                 | 601                 | 124                    |
| Осетини             | 542                 | 598                 | 110                    |
| Лезгини             | 383                 | 466                 | 122                    |
| Каракалпаки         | 303                 | 424                 | 140                    |
| Буряти              | 353                 | 421                 | 119                    |
| Кабардинці          | 322                 | 391                 | 121                    |
| Якути               | 328                 | 382                 | 116                    |
| Даргинці            | 287                 | 365                 | 127                    |
| Комі                | 327                 | 345                 | 105                    |
| Кумики              | 228                 | 282                 | 123                    |
| Інгуші              | 186                 | 237                 | 128                    |
| Тувинці             | 166                 | 207                 | 124                    |
| Калмики             | 147                 | 174                 | 119                    |
| Карачаївці          | 131                 | 156                 | 119                    |
| Комі-перм'яки       | 151                 | 152                 | 101                    |
| Карели              | 138                 | 131                 | 95                     |
| Адиги               | 109                 | 125                 | 115                    |
| Лакці               | 100                 | 118                 | 118                    |
| Абхази              | 91                  | 105                 | 116                    |
| Табасарани          | 75                  | 98                  | 130                    |
| Балкарці            | 66                  | 85                  | 128                    |
| Хакаси              | 71                  | 80                  | 113                    |
| Ногайці             | 60                  | 75                  | 126                    |
| Алтайці             | 60                  | 71                  | 118                    |
| Черкеси             | 46                  | 52                  | 113                    |
| Ненці               | 30                  | 35                  | 116                    |
| Евенки              | 27                  | 30                  | 111                    |
| Ханти               | 21                  | 23                  | 108                    |
| Рутульці            | 15                  | 20                  | 136                    |
| Цахури              | 13                  | 20                  | 148                    |
| Агули               | 12                  | 19                  | 155                    |
| Чукчі               | 14                  | 15                  | 108                    |
| Долгани             | 5,1                 | 6,9                 | 137                    |
| Коряки              | 7,9                 | 9,2                 | 117                    |
| Мансі               | 7,6                 | 8,5                 | 112                    |
| Інші національності | 2811                | 3441                | 122                    |